# Аахен

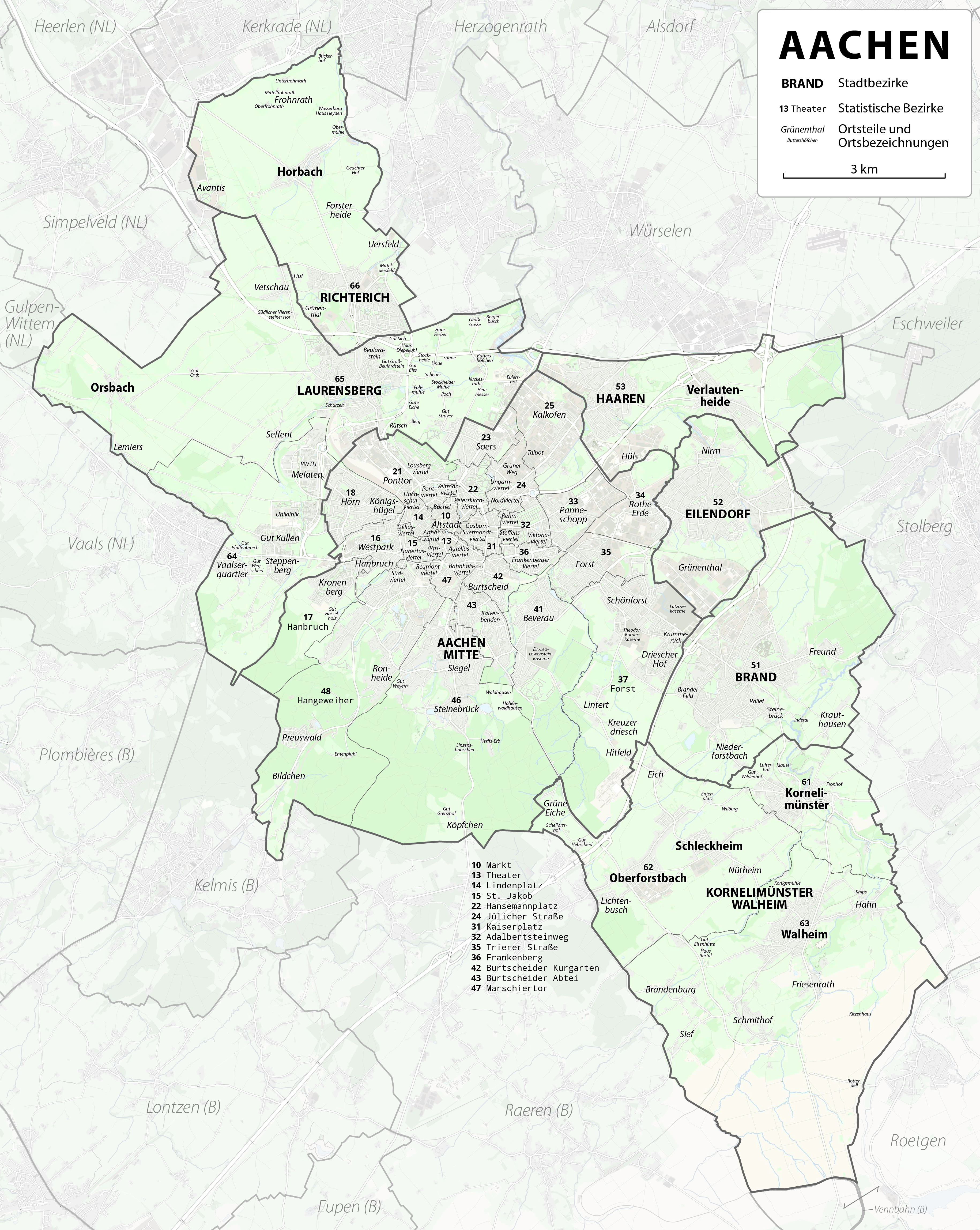

Аа́хен, інколи Ахен (нім. Aachen, нід. Aken, фр. Aix-la-Chapelle, сучасна німецька вимова — [ˈʔaːχən]) — місто в Німеччині, у землі Північний Рейн-Вестфалія.
Розташоване у центрі вугільного басейну. У місті  розвинене машинобудування, хімічна, скляна і харчова промисловість. З давніх часів Аахен є бальнеологічним курортом.
Значну частину міста займає Рейнсько-Вестфальський технічний університет Аахена.
У місті існує футбольний клуб «Алеманія Аахен».
Відоме з I століття як римське поселення Акве-Грані з цілющими джерелами. Наприкінці VIII — початку IX століть головна резиденція Карла Великого. До XVI століття був місцем коронації німецьких королів.

## Назва

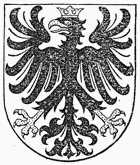
Герб міста до 1888 року

Оскільки Карл Великий заснував своє місто на залишках римських лазень, латинське слово aqua, тобто «вода» було взяте за основу.
У латинських текстах середніх віків місто часто називалось Aquae, найчастіше Aquae Granni. Остання назва, зокрема, походить з канцелярської мови «Франкського королівства» VIII ст. Таким же чином була утворена сучасна французька назва Аахена (Aix-la-Chapelle), як і в інших містах латинське aqua було замінене на Aix. Положення міста на римо-германському мовному кордоні позначилось на назвах близьких джерел Зеффент (septem fontes, «сім джерел»), що сьогодні є західною частиною міста Аахен, та Дуффентер (duo fontes, «два джерела»), що тепер є частиною сусіднього міста Штольберг.
Місто є державно визнаним курортом та має право на додаток до назви Bad, тому зустрічається також назва міста Bad Aachen.
Назви міста різними мовами відрізняється. Головні відмінності полягають у вимові, яка є більш притаманна різним мовам та через походження самої назви міста.
| Мова          | Назва                                     | Вимова відповідно до МФА |
| ------------- | ----------------------------------------- | ------------------------ |
| німецька      | Aachen                                    | [ˈʔaːχən]                |
| французька    | Aix-la-Chapelle                           | [ˌɛkslaʃaˈpɛl]           |
| латинська     | Aquæ, Aquæ Granni, Aquæ villa, Aquisgrani |                          |
| іспанська     | Aquisgrán                                 | [akizˈɣɾan]              |
| люксембурзька | Oochen                                    | [ˈɔːxən]                 |
| нідерландська | Aken                                      | [ˈaːkən]                 |
| чеська        | Cáchy                                     | [t͡saːxɪ]                 |
| польська      | Akwizgran                                 | [aˈkfʲizɡrãn]            |
| італійська    | Aquisgrana                                | akwizˈɡraːna             |
| російська     | Ахен                                      | [axʲɪn]                  |

## Економіка міста
20 червня 1893 в місті було засновано компанію Zentis, яка наразі є успішним кондитерським виробником і має дочірні фірми в інших країнах Європи. У теперішній час в Аахені знаходиться штаб-квартира компанії.

## Географія

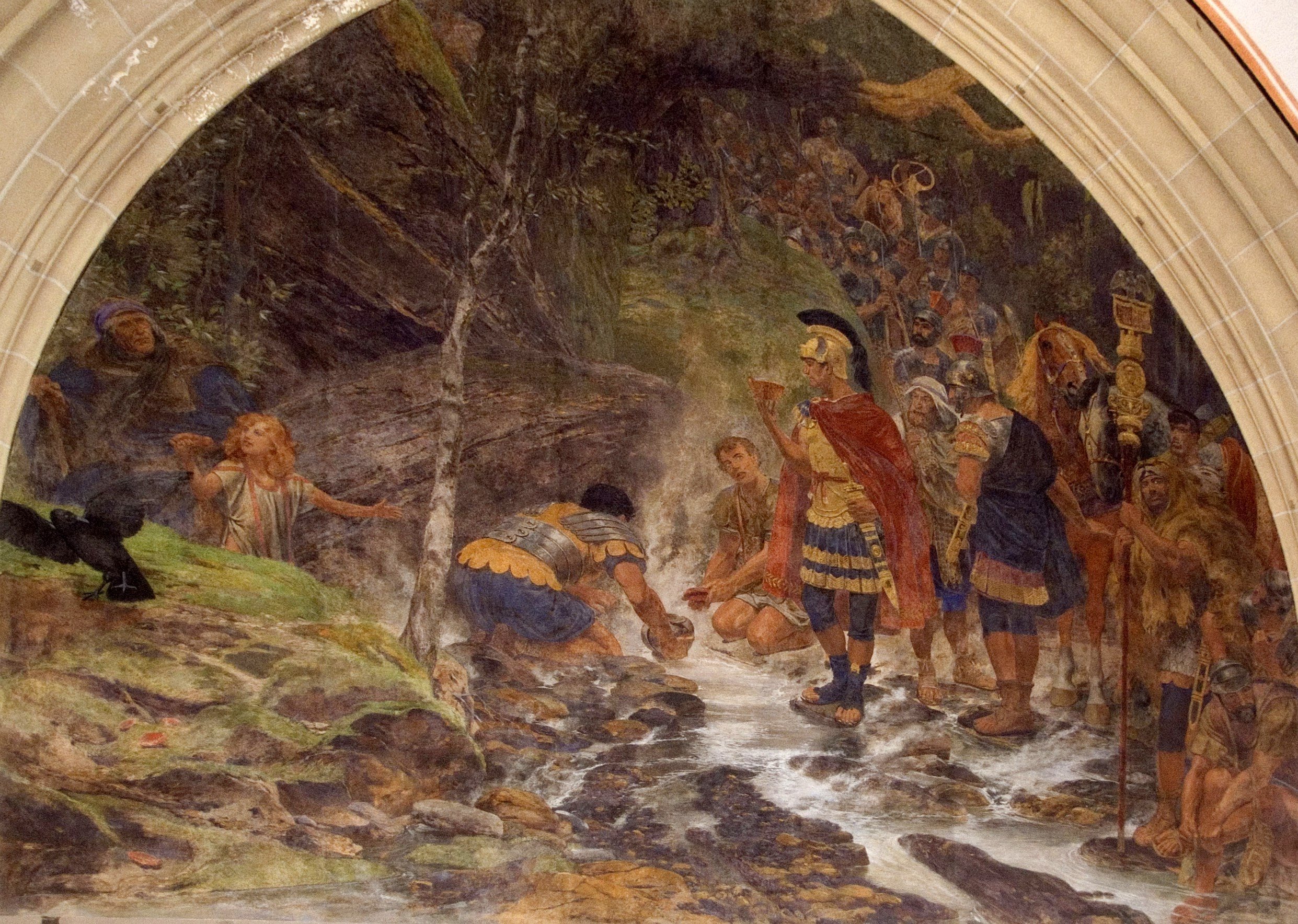
Римляни відкривають гарячі джерела, фреска Альфреда Ретеля у ратуші міста

Німецьке місто Аахен розташоване на кордоні з Бельгією та Нідерландами. Відоме своїми гарячими водами, температура яких сягає 74 °C.

### Клімат
Місто належать до помірної кліматичної зони, але внаслідок океанічного впливу переважають волога погода, м'яка зима та помірна температура (максимальна +14,2 °C, мінімальна +5,3 °C); середньорічна кількість опадів — 793,2 мм.
| Клімат м. Аахен (період 1991—2010) | Клімат м. Аахен (період 1991—2010) | Клімат м. Аахен (період 1991—2010) | Клімат м. Аахен (період 1991—2010) | Клімат м. Аахен (період 1991—2010) | Клімат м. Аахен (період 1991—2010) | Клімат м. Аахен (період 1991—2010) | Клімат м. Аахен (період 1991—2010) | Клімат м. Аахен (період 1991—2010) | Клімат м. Аахен (період 1991—2010) | Клімат м. Аахен (період 1991—2010) | Клімат м. Аахен (період 1991—2010) | Клімат м. Аахен (період 1991—2010) | Клімат м. Аахен (період 1991—2010) |
| Показник | Січ.                               | Лют.                               | Бер.                               | Квіт.                              | Трав.                              | Черв.                              | Лип.                               | Серп.                              | Вер.                               | Жовт.                              | Лист.                              | Груд.                              | Рік                                |
| Середній максимум, °C | 4,5                                | 6,2                                | 9,8                                | 13,8                               | 18,5                               | 21,5                               | 23                                 | 23                                 | 19,7                               | 15                                 | 8,9                                | 5,5                                | 14,2                               |
| Середня температура, °C | 3,6                                | 3,9                                | 6,7                                | 9,8                                | 14,0                               | 16,6                               | 18,6                               | 18,3                               | 14,8                               | 10,8                               | 6,6                                | 3,7                                | 10,6                               |
| Середній мінімум, °C | −1,3                               | −1,2                               | 1,1                                | 3,6                                | 7,6                                | 10,7                               | 12,4                               | 12,1                               | 9,5                                | 6,3                                | 2,4                                | −0,2                               | 5,3                                |
| Норма опадів, мм | 62.2                               | 48.3                               | 63.6                               | 54.8                               | 73.5                               | 85.9                               | 84.3                               | 77.1                               | 61.6                               | 55                                 | 55                                 | 71.9                               | 793.2                              |
| Днів з опадами | 13                                 | 10                                 | 13                                 | 11                                 | 12                                 | 12                                 | 11                                 | 10                                 | 10                                 | 9                                  | 12                                 | 13                                 | 136                                |
| Вологість повітря, % | 82                                 | 79                                 | 76                                 | 72                                 | 70                                 | 72                                 | 72                                 | 74                                 | 77                                 | 80                                 | 82                                 | 83                                 | 76.6                               |
| --- | ---------------------------------- | ---------------------------------- | ---------------------------------- | ---------------------------------- | ---------------------------------- | ---------------------------------- | ---------------------------------- | ---------------------------------- | ---------------------------------- | ---------------------------------- | ---------------------------------- | ---------------------------------- | ---------------------------------- |
| Джерело: Klima Aachen. Архів оригіналу за 18 лютого 2013. Процитовано 5 лютого 2021. wetterkontor.de. Архів оригіналу за 20 січня 2021. Процитовано 5 лютого 2021. Deutscher Wetterdienst. Klima Aachen (1991-2010). Архів оригіналу за 13 березня 2013. (середня температура) |                                    |                                    |                                    |                                    |                                    |                                    |                                    |                                    |                                    |                                    |                                    |                                    |                                    |

## Відомі люди
У місті народились:
- Луї Брассен — бельгійський композитор, піаніст.
- Девід Ґарретт — німецько-американський скрипаль.
- Армін Лашет (нар. 1961) — німецький політик.

## Світлини

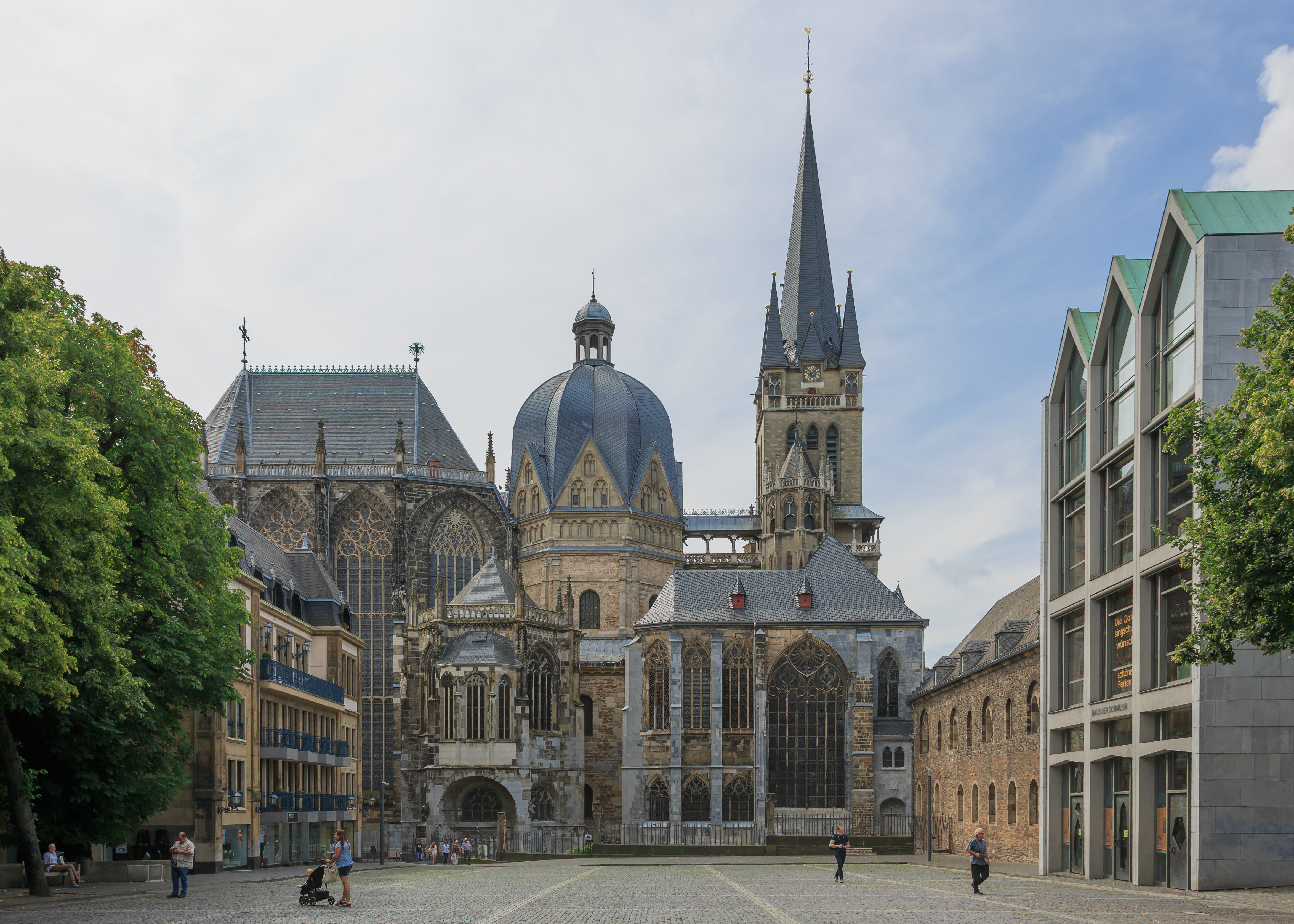
Аахенський собор
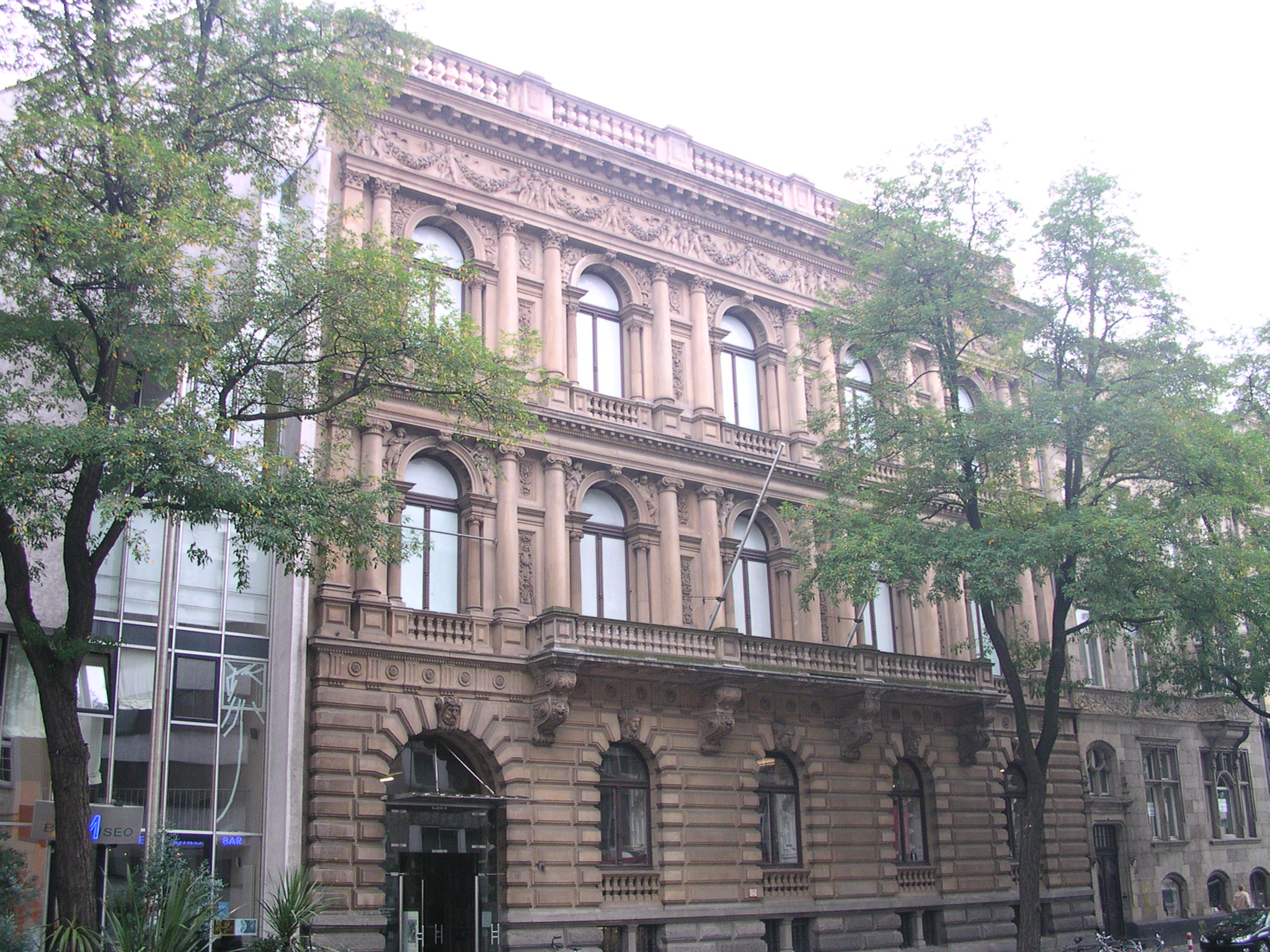
Музей Сюрмондта — Людвіга